# آهو تونگاریکی

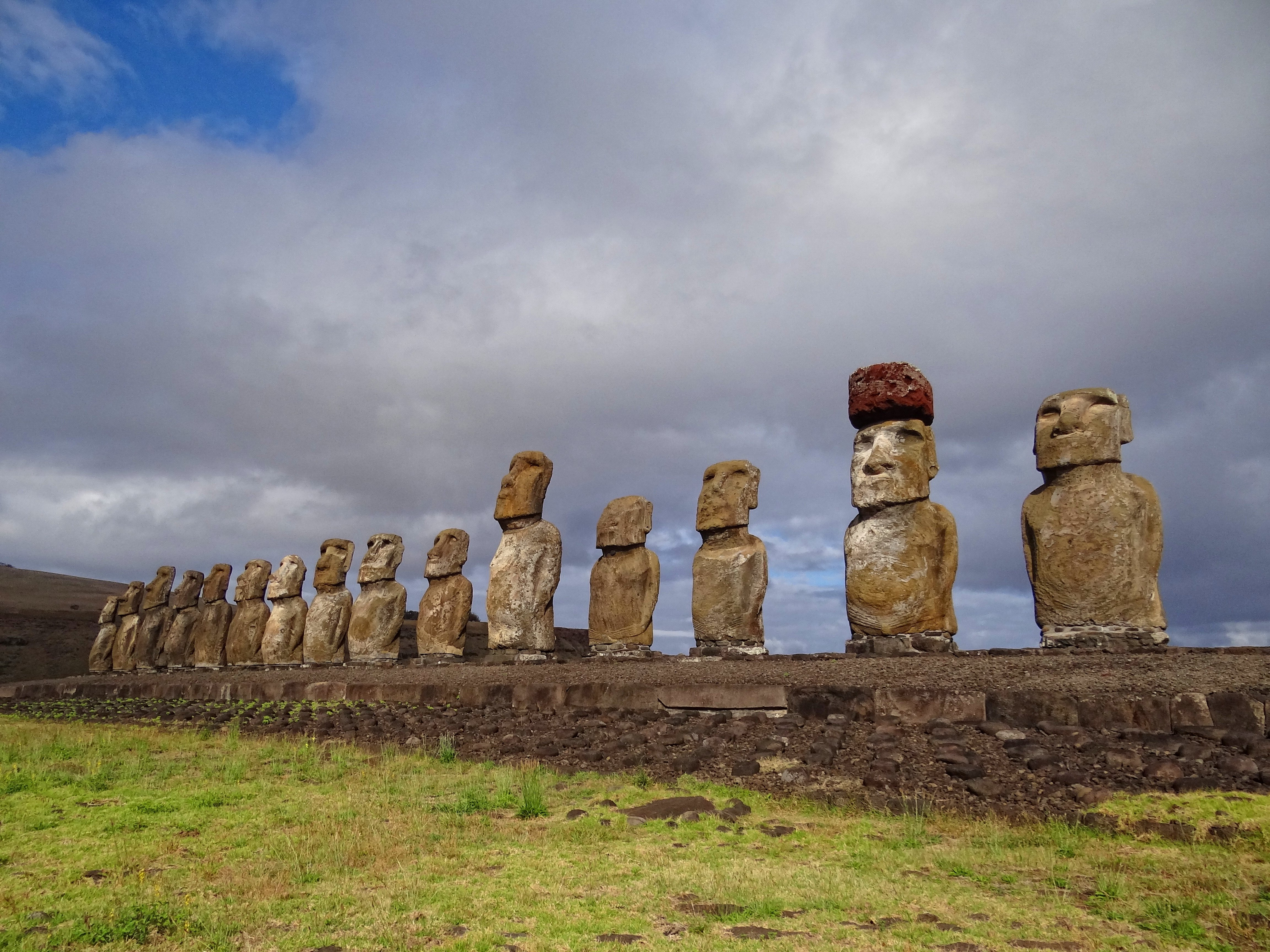
دومین موآی از سمت راست دارای کلاه‌مانندی روی سرش است.

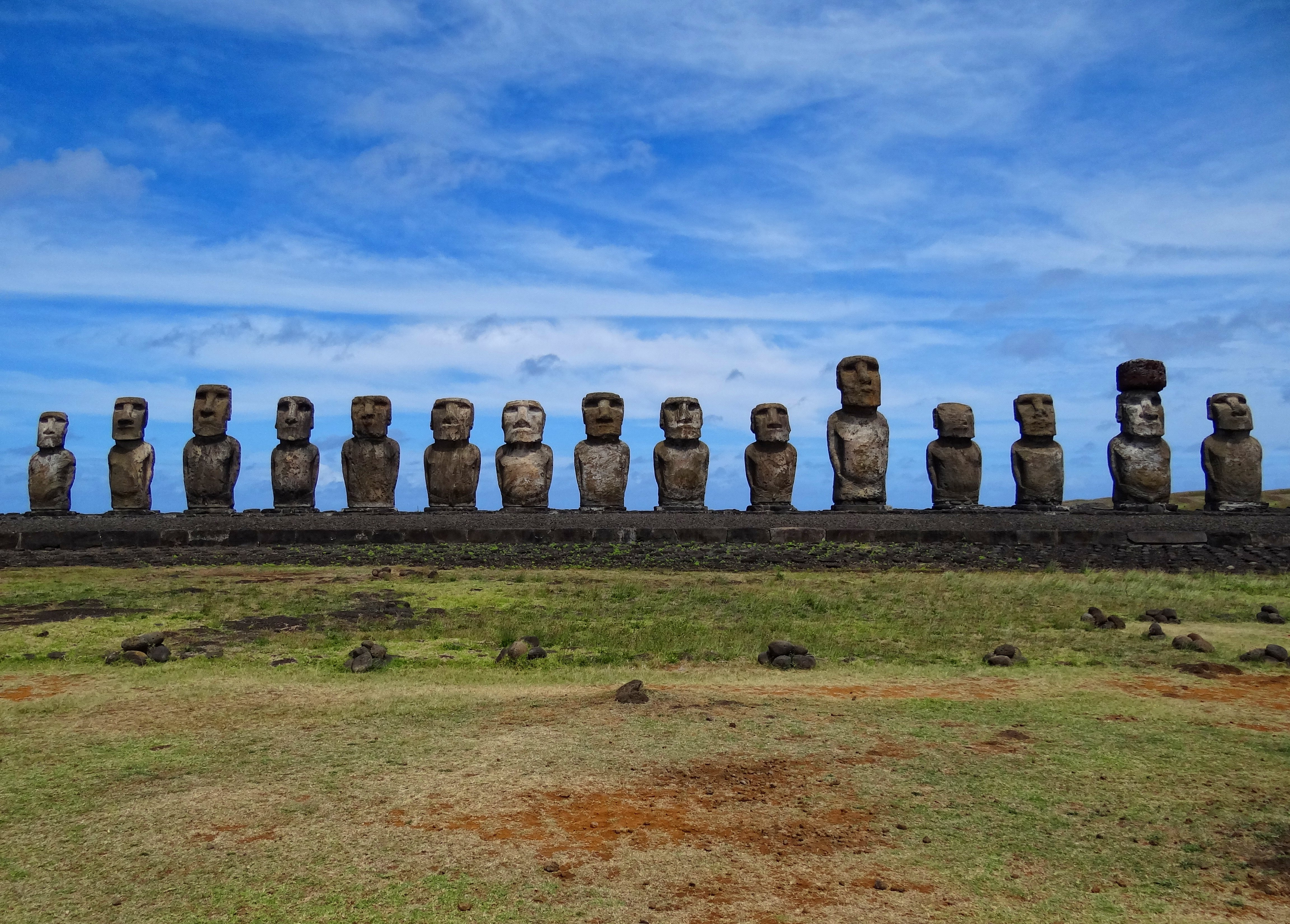
تمامی پانزده اثر مرمت شده در تونگاریکی.

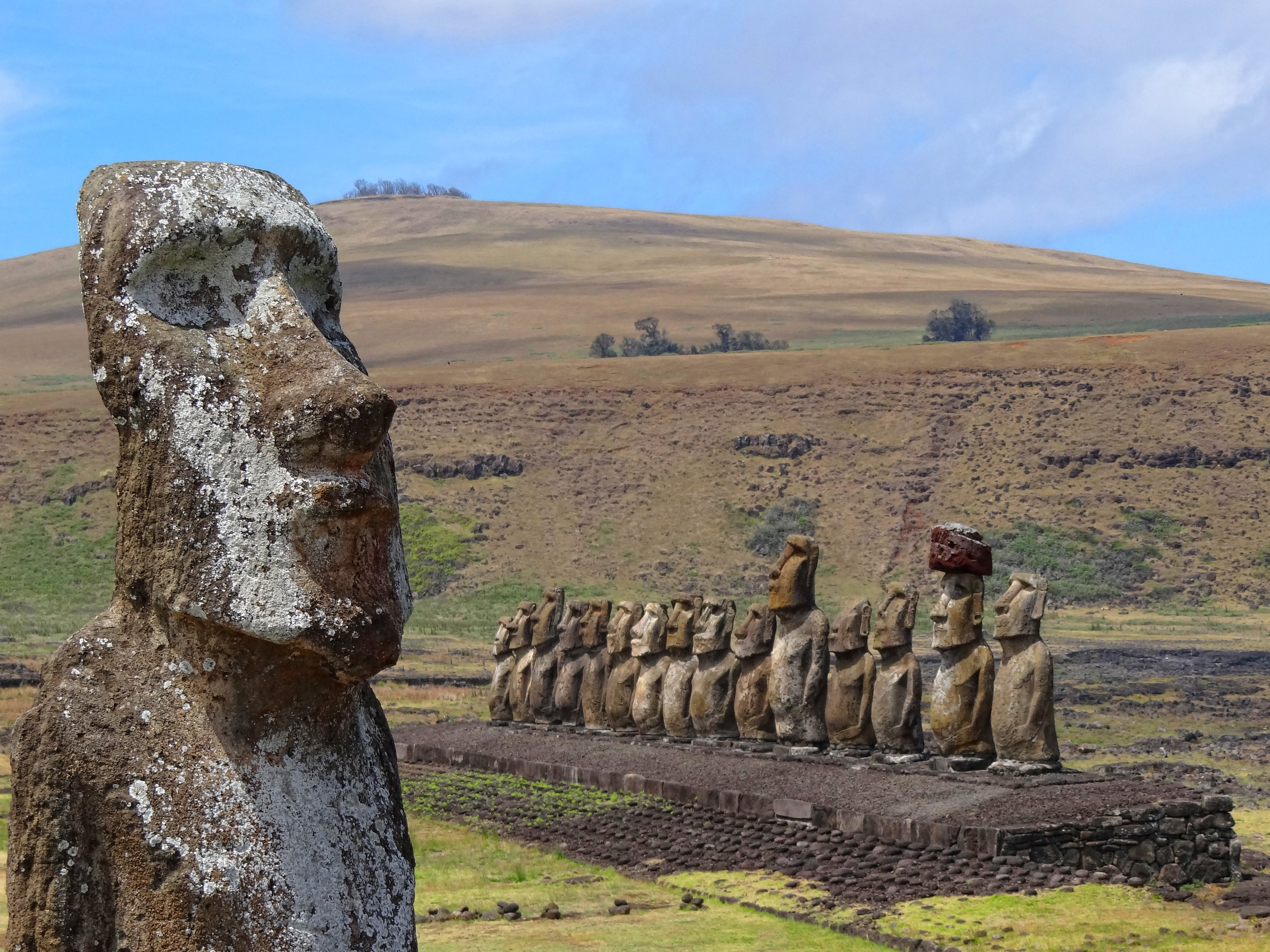
مجسمه‌های آهو تونگاریکی در پس‌زمینهٔ کوه آتشفشانی پویکه.

آهو تونگاریکی (به اسپانیایی: Ahu Tongariki) یکی از بزرگ‌ترین تندیس‌های آهو در جزیره ایستر است. این مجموعهٔ موآی در طول جنگ‌های داخلی جزیره نابود شد و در قرن بیستم میلادی بقایای آن توسط سونامی جابه‌جا گشت. از ۸۶ موآی که وجود داشتند، پانزده عدد بازسازی و مرمت شدند. تونگاریکی در یک کیلومتری رانو راراکو و پویکه در ناحیهٔ هوتو-ایتی در پارک ملی راپا نوئی است. در تابستان روی تمامی پیکره‌های این جزیره به سوی طلوع خورشید بوده‌است.

## تاریخچه
آهو تونگاریکی مرکز اصلی و پایتخت هوتو-ایتی، در کنفدراسیون شرقی راپانوئی بود.
موآی‌های جزیره در طول جنگ‌های داخلی جزیره سرنگون شدند. در سال ۱۹۶۰، یک سونامی ناشی از زلزله‌ای در سواحل شیلی، درهٔ آهو تونگاریکی را نیز دربر گرفت.
آثار مذکور به‌طور قابل ملاحظه ای در دهه ۱۹۹۰ توسط یک تیم چند رشته‌ای تحت رهبری توسط باستان شناسان Claudio Cristino (مدیر) و Patricia Vargas (تیم مدیر اجرایی شرکت)، در یک پروژه پنج ساله که به توافق رسمی با دولت شیلی و دانشگاه این کشور دست یافته بودند، کشف شدند.

## موقعیت جغرافیایی

Map of Rapa Nui showing major ahus with moai. Ahu Tongariki, and Rano Raraku are on the South coast just before Poike at the eastern end of the island.

این آهوها در ساحل جنوبی راپانوئی واقع هستند و نزدیک به دو آتشفشان سابق و غیرفعال رانو راراکو و پویکه قرار دارند.
پویکی یکی از سه آتشفشان اصلی منقرض شده‌است که رپانویی را تشکیل می‌دهند که آخرین آن بین ۲۳۰٬۰۰۰ تا ۷۰۵٬۰۰۰ سال پیش فعال بوده‌است. رانو راروکو یک دهانه آتشفشانی تشکیل شده از خاکستر آتشفشانی یا توف محصور شده‌است. در واقع، تقریباً نیمی (صدها) مووی هنوز در دامنه‌های رانو راروکو، دفن شده‌اند. دشت بزرگ و مسکونی زیر رانو راراکو دسترسی آسان به توف را فراهم می‌کرده.

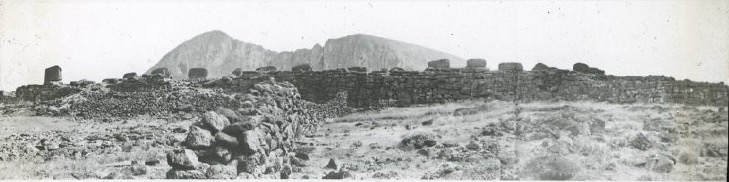
Ahu Tongariki in 1914. At the time, all the coastal moai were still overturned.